# Anne-Louis Goislard de Monsabert
Pour les articles homonymes, voir Goislard de Monsabert.
Anne Louis Henri Charles Prosper Amboise de Goislard, comte de Richebourg et de Montsabert, né le 25 août 1760 à Angers et mort le 3 juin 1814 à Paris, est un magistrat français.

## Biographie
Fils ainé d’Anne-Louis Goislard, conseiller à la Grande Chambre du Parlement de Paris, et petit-fils d'Anne-Charles Goislard de Montsabert, il devint célèbre par sa résistance aux projets du ministre de Louis XVI, l’archevêque de Toulouse, Loménie de Brienne, d’une incapacité notoire en matière financière.

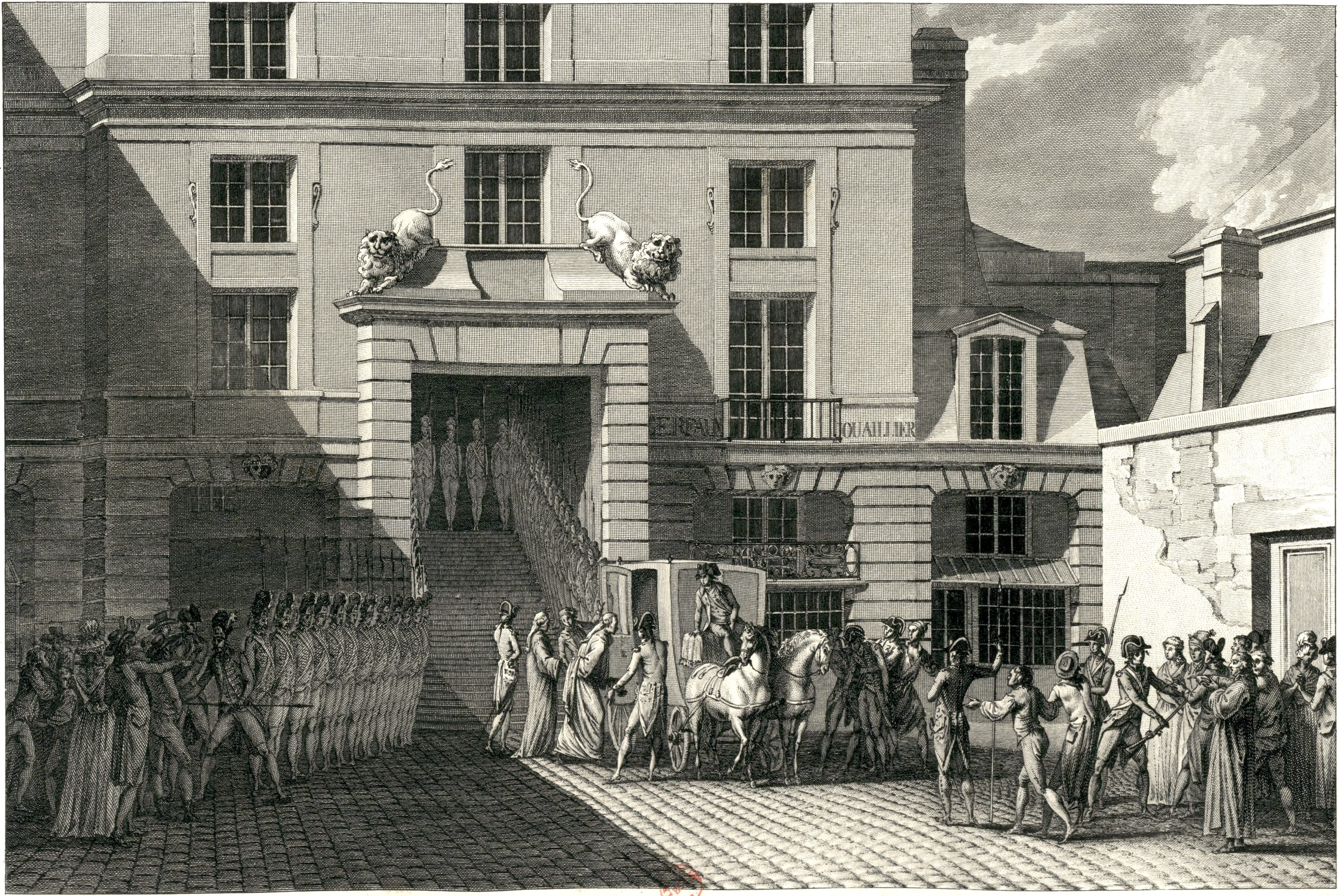
Arrestation de Goislard et d’Eprémesnil, au Parlement de Paris, le 6 mai 1788 par les Gardes françaises (Abraham Girardet).

Le 5 mai 1788, le Parlement, qui avait déjà dénoncé, vers la fin du mois d’avril 1788, les abus dans la perception du second vingtième, prit un arrêt réclamant la convocation des Etats Généraux et accusant les ministres de despotisme. Le roi cassa l’arrêt et Brienne et Lamoignon préparèrent, avec tout le mystère possible des mesures décisives pour détruire jamais l’action politique du Parlement. Cependant, le secret ne fut pas parfaitement gardé. Le Parlement, averti, s’assembla et vota à l’unanimité sur le rapport de d’Eprémesnil, premièrement une protestation contre les projets des ministres qui « menaçaient la constitution de l’État et de la magistrature » et, secondement une déclaration de principe rappelant « le droit de la nation d’accorder librement les subsides, par l’organe des États généraux librement convoqués et composés ; l’inamovibilité des magistrats ; le droit pour chaque citoyen de n’être jamais traduit en aucune matière, devant d’autres juges que ses juges naturels. »
Aussitôt cette déclaration connue, le ministère ordonna d’arrêter Goislard de Montsabert, détesté en haut-lieu, et d’Eprémesnil. Le 5 mai 1788, les magistrats et les pairs se réunirent au palais et prirent un arrêté qui mettait d’Eprémesnil et tous les autres magistrats et citoyens, sous la sauvegarde du roi et de la loi. » Tous les membres, y compris les pairs, restèrent en séance, en attente. Vers minuit des compagnies de gardes françaises précédées de sapeurs, investirent le palais, qu’entourait une foule immense. Le marquis d’Agoult, major des gardes françaises, entra dans la salle, lut un billet du roi lui ordonnant d’arrêter les deux magistrats, puis somma l’assemblée de les lui désigner. Plusieurs fois répondirent : 

« Nous sommes tous d’Eprémesnil et Montsabert ! »

 D’Agoult sortit, mais il revint vers 11 h du matin, et répéter la même sommation. D’Eprémesnil et Montsabert se levèrent alors tour à tour et déclarent qu’ils cédaient à la force. Il fut conduit et emprisonné à Pierre-Encise, prison d’État, tandis que l’effervescence populaire s’étendait à Paris et à la France entière.
Rendu à la liberté en septembre, il fut élu à l’assemblée provinciale en 1789. En 1798, n’ayant jamais reparu en Anjou et s’étant rendu à Saint-Servan régler des affaires de pupilles et à Brest pour embarquer l’un d’eux sur le « Duquesne », s’étant arrêté à Montsabert, il fut signalé comme suspect par le général Doraison, commandant de Brest. Appréhendé à Montsabert, il fut conduit à Angers, incarcéré le 26 vendémiaire an VII, mais aussitôt relâché.
Finalement, il fut tué en duel à Paris, le 3 juin 1814. Il avait épousé, le 19 juillet 1800, Mlle Audrieu de Roquetaillade, dont il avait eu deux enfants : Anne-Victor, mort en 1842 sans postérité, dernier comte de Montsabert de la branche aînée, et Zénobie qui épousa, le 11 octobre 1817, M. Destriché de Baracé.

## Héraldique
| Blason | Blasonnement : D'azur à trois roses d'or |

## Publications
- Discours de M. Goislard de Monsabert : à Monsieur le premier président sur les vérifications ministérielles entreprises pour accroître la masse des vingtièmes, Paris, s.n., 1788, 28 p. (lire en ligne).

## Sources
- Henri Léonard Bordier et Édouard Charton, Histoire de France depuis les temps les plus anciens jusqu'à nos jours : d'après les documents originaux et les monuments de l'art de chaque époque, vol. 1, t. premier, Paris, Aux Bureaux du magasin pittoresque, 1862, 605 p. (lire en ligne), p. 410-1.
- Colonel Savette, Le Château de Montsabert, Paris, Société des lettres, sciences et arts du Saumurois, juillet 1934, 64 p. (lire en ligne), p. 52-3.
- Colonel Savette, À propos du château de Montsabert, Paris, Société des lettres, sciences et arts du Saumurois, janvier 1935, 64 p. (lire en ligne), p. 41-5.